# Få äro utvalda
Få äro utvalda (originaltitel: Vigil in the Night) är en amerikansk dramafilm från 1940 i regi av George Stevens, baserad på A.J. Cronins historia Vigil in the Night.

## Rollförteckning (urval)
- Carole Lombard - Anne Lee
- Brian Aherne - Dr. Robert Prescott
- Anne Shirley - Lucy Lee
- Julien Mitchell - Matthew Bowley
- Robert Coote - Dr. Caley
- Brenda Forbes - Nora Dunn
- Rita Page - Glennie
- Peter Cushing - Joe Shand
- Ethel Griffies - Husmor East
- Doris Lloyd - Fru Martha Bowley
- Emily Fitzroy - Syster Gilson